# UBE3D
UBE3D (англ. Ubiquitin protein ligase E3D) – білок, який кодується однойменним геном, розташованим у людей на 6-й хромосомі. Довжина поліпептидного ланцюга білка становить 389 амінокислот, а молекулярна маса — 43 657.
| 10         |  | 20         |  | 30         |  | 40         |  | 50         |
| ---------- |  | ---------- |  | ---------- |  | ---------- |  | ---------- |
| MAASAAETRV |  | FLEVRGQLQS |  | ALLILGEPKE |  | GGMPMNISIM |  | PSSLQMKTPE |
| GCTEIQLPAE |  | VRLVPSSCRG |  | LQFVVGDGLH |  | LRLQTQAKLG |  | TKLISMFNQS |
| SQTQECCTFY |  | CQSCGEVIIK |  | DRKLLRVLPL |  | PSENWGALVG |  | EWCCHPDPFA |
| NKSLHPQEND |  | CFIGDSFFLV |  | NLRTSLWQQR |  | PELSPVEMCC |  | VSSDNHCKLE |
| PKANTKVICK |  | RCKVMLGETV |  | SSETTKFYMT |  | EIIIQSSERS |  | FPIIPRSWFV |
| QSVIAQCLVQ |  | LSSARSTFRF |  | TIQGQDDKVY |  | ILLWLLNSDS |  | LVIESLRNSK |
| YIKKFPLLEN |  | TFKADSSSAW |  | SAVKVLYQPC |  | IKSRNEKLVS |  | LWESDISVHP |
| LTLPSATCLE |  | LLLILSKSNA |  | NLPSSLRRVN |  | SFQVAFLKM  |  |            |

A: Аланін

C: Цистеїн

D: Аспарагінова кислота

E: Глутамінова кислота

F: Фенілаланін

G: Гліцин

H: Гістидин

I: Ізолейцин

K: Лізин

L: Лейцин

M: Метіонін

N: Аспарагін

P: Пролін

Q: Глутамін

R: Аргінін

S: Серин

T: Треонін

V: Валін

W: Триптофан

Кодований геном білок за функцією належить до трансфераз. 
Задіяний у таких біологічних процесах, як убіквітинування білків, ацетилювання. 
Локалізований у цитоплазмі.